# Coleodactylus
Coleodactylus — рід геконоподібних ящірок родини Sphaerodactylidae. Представники цього роду мешкають в Південній Америці.

## Види
Рід Coleodactylus нараховує 5 видів:
- Coleodactylus brachystoma (Amaral, 1935)
- Coleodactylus elizae Gonçalves, Torquato, Skuk & Araújo Sena, 2012
- Coleodactylus meridionalis (Boulenger, 1888)
- Coleodactylus natalensis Freire, 1999
- Coleodactylus septentrionalis Vanzolini, 1980

## Етимологія
Наукова назва роду Coleodactylus походить від сполучення слів дав.-гр. κολεον — оболонка, піхви і δακτυλος — палець.